# Normunds Sējējs
Normunds Sējējs (Riga, 16 febbraio 1968) è un dirigente sportivo, ex hockeista su ghiaccio e allenatore di hockey su ghiaccio lettone che giocava nel ruolo di difensore. Dalla stagione 2008-09 svolge il ruolo di General manager nella Kontinental Hockey League  prima per la Dinamo Riga poi dalla stagione 2011-12 per il Lev Praga.